# Bioætanol
Bioætanol (eller bioethanol) er ætanol (sprit) dannet ud fra biomasse til brug som biobrændstof.
Bioætanol bruges i ren form eller ved iblanding i benzin som bilbrændstof i flere lande deriblandt især Brasilien. Fra juli 2010 har al dansk benzin været iblandet 5 % bioætanol. Almindelige benzinbiler kan køre med op til 15 pct. bioætanol iblandet benzinen[kilde mangler], men specielle flexifuel-biler eller ombyggede biler kan køre på langt højere koncentrationer. Brændstoffet E85 med 85 pct. bioætanol og 15 pct. benzin er f.eks. ganske udbredt i Sverige, men også i nogle stater i USA.
Ved forbrændingen af bioætanol udvikles stadig CO2, men netto mindskes udslippet da biomaterialet optog CO2 under væksten.
Energiindholdet i bioætanol er ikke så højt som i benzin; ved høje ætanolprocenter kører bilen 30-40 pct. kortere på literen. Dog har ætanol et højere oktantal.
I EU er målsætningen at 5,75 pct. af brændstoffet til transport i 2010 udgøres af biobrændstoffer, herunder ætanol.

## 1. generations bioætanol
Bioætanol kan fremstilles af sukker- og stivelsesholdige planter (sukkerroer, sukkerrør, korn og majs). Denne form for bioætanol kaldes 1. generation og er kendetegnet ved en relativt simpel produktion og at den baserer sig på råvarer der også kunne være udnyttet som fødevarer. 
For at producere ætanol kræves en gæringsproces, så derfor koges og hakkes de sukkerholdige planter, så plantefibrene nedbrydes. Herefter tilsættes vand og gær, der står for den egentlige produktion af ætanol. Når alkoholprocenten når omkring 12, destilleres væsken.

I Danmark introducerede det norske benzinselskab Statoil d. 30. maj 2006 den nye Bio95 benzin, en 95 oktan benzin som indeholder 5% ren bioætanol. Den bioætanol, Statoil bruger, er af 1. generation og hentes bl.a. i Brasilien.
Fordelen ved anvendelse af 1. generationsbioætanol at verden migrerer til fartøjer som kan anvende ætanol.

### Kritik
1. generations bioætanol er blevet kritiseret for at øge priserne på f.eks. majs der også tjener som fødevare for befolkningen især i mindre udviklede lande. Fremstillingsprocessen er også blevet kritiseret for at den i sig selv kan være miljøuvenlig f.eks. under dyrkningen.

## 2. generations bioætanol
2. generations bioætanol produceres af cellulosen (og evt. sukker) i restprodukter; f.eks. halm, træspåner eller majsstængler. 2. generations bioætanol produceres 6 steder i verden. Der er 3 fabrikker i USA, 2 i Brasilien og 1 i Finland. 
I Danmark kører Fynsværket forsøg med det, og derudover er der et 2. generations pilotanlæg på Danmarks Tekniske Universitet. Pilotanlægget hedder MaxiFuels og producerer bioætanol ud fra halm.

I 2014 bevilgede EU-kommissionen 293 millioner kr. i støtte til bioætanolfabrikken Maabjerg Energy Concept ved Holstebro.

## Historie

### Gennembrud
Novozymes – det danske enzymfirma – præsenterede et epokegørende gennembrud, da virksomheden i  2010 i Florida lancerede et nyt enzymprodukt "Cellic Ctec2", der for første gang nogensinde, gør produktion af 2. generations bioætanol kommercielt bæredygtigt.

### Novozymes med bag nyt gennembrud for bioætanol
I september 2011 er rentabel udnyttelse af planterester til biobrændsel kommet et stort skridt nærmere med en metode, der effektivt kan nedbryde cellulose og omdanne det til bioætanol.[kilde mangler]
En rapport fastslår i øvrigt, at der alene i USA vil findes knap 1,6 mia. ton tilgængelig biomasse parat til industriel forarbejdning i 2030. Omdannet til ætanol vil det kunne erstatte hele USA's benzinforbrug. Omkostningerne kommer under 3,50 kr./liter.

### Kritik
En del af kritikken af 2. generations bioætanol går på at biomassens (f.eks. halms) energi kunne udnyttes bedre ved forbrænding på kraftværker. Men bioætanolen gør, at vi  kan løsrive os fra fossile brændstoffer.[kilde mangler]

## Bioætanol fra CO2og hydrogen
Der arbejdes på at lave bioætanol direkte fra CO2 og hydrogen.

## Brasiliens forhold til ætanol
Brasilien er et af de få lande som forårsager mindst CO2 udslip.[kilde mangler] 25 procent af al deres benzin er blevet udskiftet med ætanol, som er CO2-neutralt.[kilde mangler] Ætanolen fremstilles af sukkerrør.